# Енциклопедисти

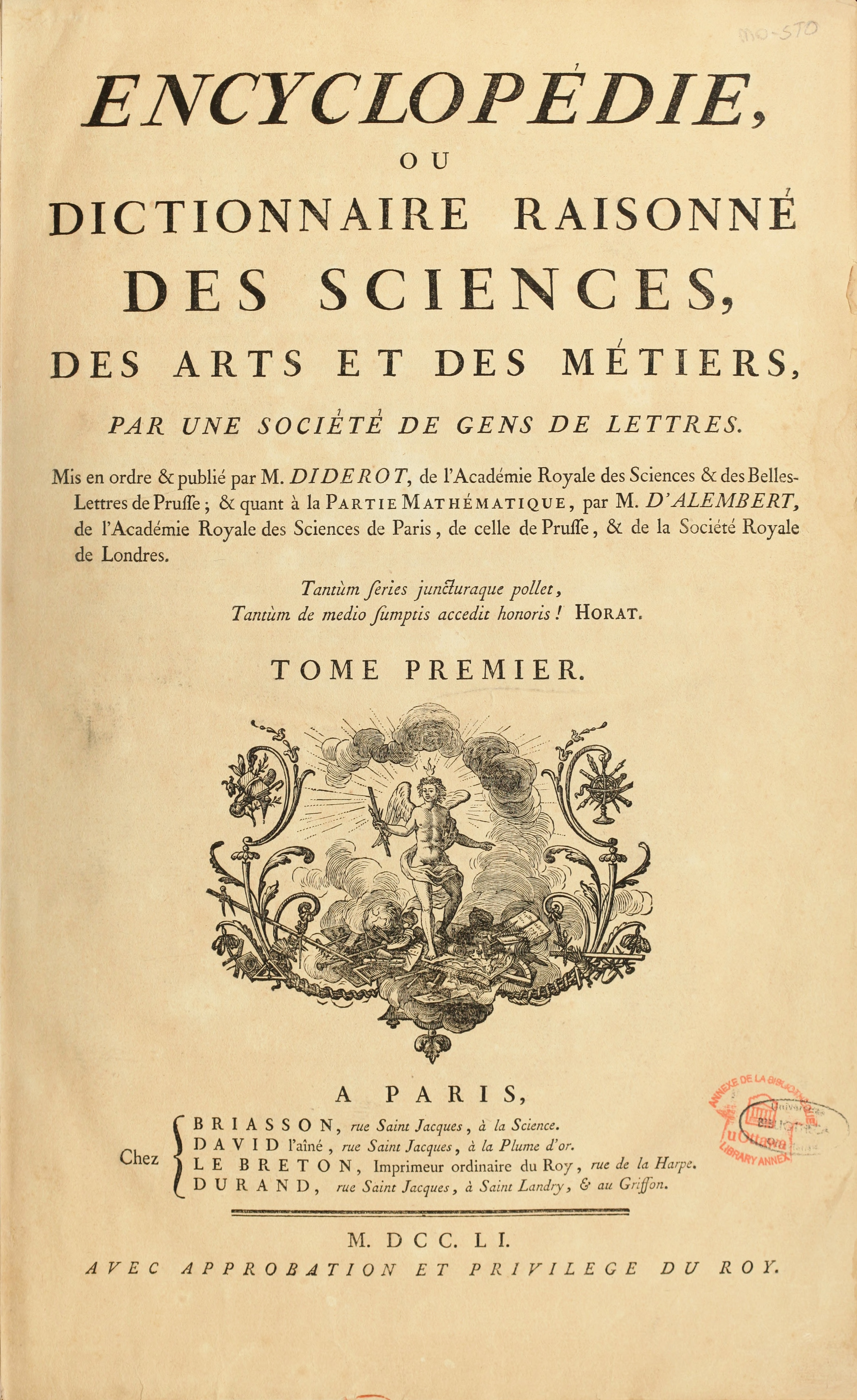

Енциклопедисти (фр. Encyclopédistes фр.: [ɑ̃siklɔpedist], англ. Encyclopaedists) — група французьких мислителів, науковців, письменників та митців XVIII сторіччя, які співпрацювали над виданням «Енциклопедія, або Тлумачний словник науки, мистецтва й ремесел» під редагуванням Дені Дідро та Жана Д'Аламбера. Робота над Енциклопедією йшла між 1751 та 1772 роками. У формуванні цього просвітницького довідкового видання активно брали участь Жорж Бюффон, Вольтер, Клод Гельвецій, Поль Гольбах, Луї де Жокур, Етьєн Кондільяк, Гійом Рейналь, Жан-Жак Руссо, Анн Робер Жак Тюрго і багато інших: інженери, вчені та письменники.
Енциклопедисти, при загальній концепції видання, в наукових, філософських і соціально-політичних поглядах, демонструють певну неоднорідність: тут уживаються і матеріалісти, атеїсти і деїсти, переконані прихильники республіки і освіченого абсолютизму. Проте, загальним для них були такі завдання: подолання консервативної ідеології, яка панувала в усіх проявах життя суспільства, що розвивався під ферулою феодальних традицій, боротьба з повсюдним впливом клерикалізму, в тому числі в культурі і в науці. Редактори і видавці прагнули підпорядкувати загальну спрямованість енциклопедії принципам раціонального світогляду, наукового тлумачення явищ.
Енциклопедисти піддавалися критиці з боку церкви та світської влади. Здійснення публікації поглядів такої загальної спрямованості зіграло провокуючу роль в ідейній підготовці Великої французької революції, стало одним із стимулів до перетворень в науковому світогляді.